# 圣艾蒂安迪布瓦
圣艾蒂安迪布瓦（法語：Saint-Étienne-du-Bois，法語發音：[sɛ̃.t‿etjɛn dy bwa]）是法国东部安省的一个市镇，属于布雷斯地区布尔格区。

## 地理
圣艾蒂安迪布瓦（46°17'17"N, 5°17'36"E）面积28.38 平方千米，位于法国奥弗涅-罗讷-阿尔卑斯大区安省，该省份为法国东部省份，北起汝拉省，西北接索恩-卢瓦尔省，西接罗讷省和里昂大都会，南至伊泽尔省，东与萨瓦省、上萨瓦省和瑞士接壤。
与圣艾蒂安迪布瓦接壤的市镇（或旧市镇、城区）包括：贝尼、库尔芒古、雅瑟龙、马尔博、梅约纳、维勒莫捷、维里亚、瓦勒勒韦尔蒙。
圣艾蒂安迪布瓦的时区为UTC+01:00、UTC+02:00（夏令时）。

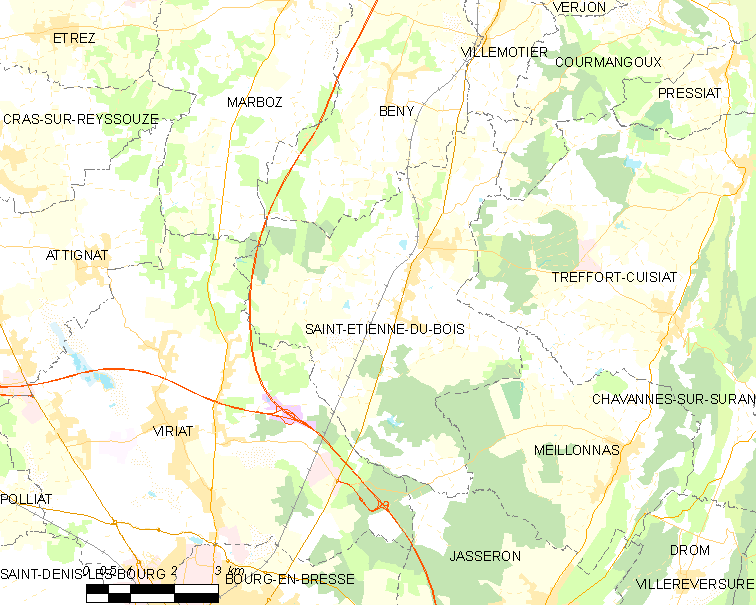
圣艾蒂安迪布瓦的OSM定位图

## 行政
圣艾蒂安迪布瓦的邮政编码为01370，INSEE市镇编码为01350。

## 政治
圣艾蒂安迪布瓦所属的省级选区为圣艾蒂安迪布瓦县，同时也是该县的中央投票站所在地。

## 人口

1962-2008年间圣艾蒂安迪布瓦人口变化图示

圣艾蒂安迪布瓦于2022年1月1日时的人口数量为2569人。